# 壬申約条
壬申約条（じんしんやくじょう）とは、1512年（中宗7年/永正9年）に李氏朝鮮（朝鮮王朝）から対馬の宗氏に対して通告された来航者取締規則である。

## 概要
1510年に発生した三浦の乱により、日本と朝鮮王朝との通交は断絶していた。通交再開の条件として朝鮮王朝側が一方的に突きつけたものが壬申約条であり、明治の日本の朝鮮進出後には永正条約との言い換えが為されたものの、条約としての体裁はない。
三浦の乱後、通交の断絶によって困窮した宗氏は大内義興を頼り、義興が後見する室町幕府将軍足利義稙の使者として派遣された弸中の助力を得て通交再開の交渉を行ったが、その結果として通告されたものである。
- 恒居倭（三浦（塩浦・釜山浦・乃而浦（薺浦））に定住していた日本人）の廃止。
- 開港場を薺浦のみに制限。
- 島主歳遣船（宗氏本宗家が毎年遣わす使送船）を嘉吉条約における50隻から半分の25隻に削減。
- 宗氏有力庶家名義の歳遣船、特送船（緊急の報告のための遣船）、興利倭船の禁止。
- 李氏朝鮮から対馬・宗氏への歳賜米・歳賜豆を嘉吉条約の200石から半分の100石に削減する。
- 受職人（李氏朝鮮から官職を授かった日本人）及び受図書人（「図書」と呼ばれる通交許可証を持つ日本人）に対する再審査を行い、実態の伴わない者の資格を剥奪してその人数を減らす[1]。

などの内容であった。宗氏はこの要求に屈し、この規則に基づく関係は豊臣秀吉の朝鮮征伐まで継続されることになる。